# Драгоманов, Пётр Акимович
Пётр Якимович Драгоманов (укр. Петро Якимович Драгоманов; 1802, Монастырские Будища Полтавская губерния — 1860) — литератор, переводчик, отец писательницы Ольги Косач и историка Михаила Драгоманова, дед Леси Украинки, брат Якова Драгоманова. Предводитель дворянства, придерживался декабристских взглядов.

## Биография
По-видимому, учился в Гадяче и в Училище правоведения в Петербурге. С 1817 года вместе с братом Яковом служил в должности губернского регистратора в канцелярии Военного министерства, затем во Временной комиссии для решения счетов по заграничному отделу (1822—1828), во Временной контрольной комиссии Комиссариатского департамента Военного министерства (1823—1833) и в Провиантском департаменте (1834—1836). С 1836 года вышел в отставку в чине коллежского асессора.
Непродолжительное время сотрудничал в изданиях М. А. Бестужев-Рюмина, с которым был близок. Избирался заседателем Гадячского уездного суда (1840-1844), но несовместимость его взглядов и позиции (защита интересов крестьян и бедных чиновников) с умонастроениями провинциального дворянства заставило его покинуть службу и заняться частной адвокатурой. Драгоманов жил в своем имении в Гадячском уезде, занимаясь этнографией, историей (в частности, Великой французской революции), юриспруденцией, собиранием народных песен, часть которых передал своему родственнику — профессору А. Л. Метлинскому. Писал басни на украинском языке. Тетради Драгоманова с этими записями позднее были утрачены. Много времени Драгоманова уделял воспитанию своих детей, которые связывали свои интеллектуальные интересы с влиянием отца.